# Baronetti Head

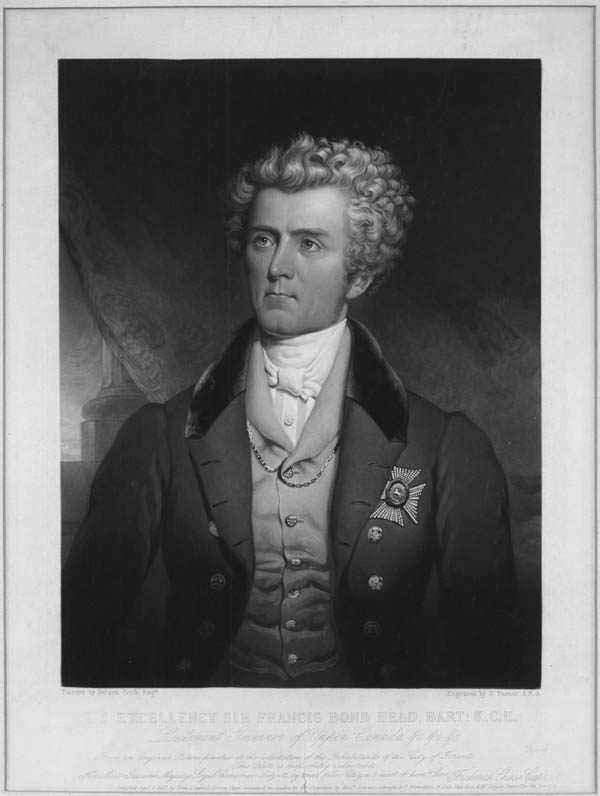
Sir Francis Bond Head, 1° Baronetto Head di Rochester.

Sono stati creati due titoli di baronetto per due famiglie nobili diverse di cognome Head, una che rientra nei titoli di baronetto d'Inghilterra e una che rientra invece nei titoli di baronetto del Regno Unito.
Il titolo di baronetto Head dell'Hermitage, nella parrocchia di Higham nella contea del Kent, è un titolo di baronetto d'Inghilterra creato il 19 giugno 1676 per Richard Head, membro del Parlamento di Rochester . L'ottavo Baronetto, uno dei più famosi, fu addirittura un amministratore coloniale prestando servizio come governatore generale del Canada dal 1854 al 1861. Alla sua morte nel 1868 il titolo si estinse.
Il titolo di baronetto Head di Rochester, sempre della contea del Kent, è un titolo di baronetto del Regno Unito nato il 14 luglio 1838 in onore Francis Head, luogotenente governatore dell'Ontario dal 1836 al 1838. Egli era il figlio di James Roper Mendes Head e nipote di Moses Mendes. Inoltre era sposato con Anna Gabriella, figlia e coerede di Sir Francis Head, il 4° Baronetto Head dell'Hermitage. Il padre di Francis aveva assunto per licenza reale il cognome Head al posto di quello Mendes nel 1770. La famiglia Mendes discende da Fernando Mendes, un ebreo sefardita giunto in Inghilterra nel 1662 come medico personale di Caterina di Braganza.
"La famiglia, che è sin dall'antichità originaria del Kent,  ha il cognome che deriva dal porto del Kent, ora chiamato Hythe, ma precedentemente noto come De Hede". La sede ancestrale della famiglia Head era situata presso l'Hermitage a Higham nel Kent, ecco la descrizione di un anonimo di quel periodo:
(Anonimo)
Il Grande Hermitage venne distrutto da un incendio nel 1938.

## Baronetti Head dell'Hermitage (1676–1868)
- Sir Richard Head, I Baronetto (1609–1689 circa)
- Sir Francis Head, II baronetto (1670–1716 circa)
- Sir Richard Head, III baronetto (1692–1721 circa)
- Sir Francis Head, IV baronetto (1693–1768 circa)
- Sir John Head, V baronetto (1702–1769 circa)
- Sir Edmund Head, VI baronetto (1733–1796) sepolto nella cattedrale di Rochester.[4]
- Sir John Head, VII baronetto (1773–1838)
- Sir Edmund Walker Head, VIII baronetto (1805–1868)

## Baronetti Head di Rochester (1838–oggi)

Stemma dei baronetti Head dell'Hermitage e di Rochester

- Sir Francis Bond Head, Ordine reale guelfo, 1° Baronetto (1793–1875)
- Sir Francis Somerville Head, 2° Baronetto (1817–1887)
- Sir Robert Garnett Head, 3° Baronetto (1845–1907)
- Sir Robert Pollock Somerville Head, 4° Baronetto (1884–1924)
- Sir Francis David Somerville Head, 5° Baronetto (1916–2005)
- Sir Richard Douglas Somerville Head, 6° Baronetto (nato nel 1951)

L'erede presuntivo al titolo di baronetto è Patrick John Somerville Head (nato nel 1943).